# Saint-Eloy, Finistère
Saint-Eloy (tiếng Breton: Sant-Alar) là một xã của tỉnh Finistère, thuộc vùng Bretagne, miền tây bắc Pháp.